# お台場みんなの夢大陸
「お台場みんなの夢大陸」（おだいばみんなのゆめたいりく、Odaiba Dream World）は、2015年から2017年まで毎年夏に開催されたフジテレビジョン主催の参加型イベント。

## 概要

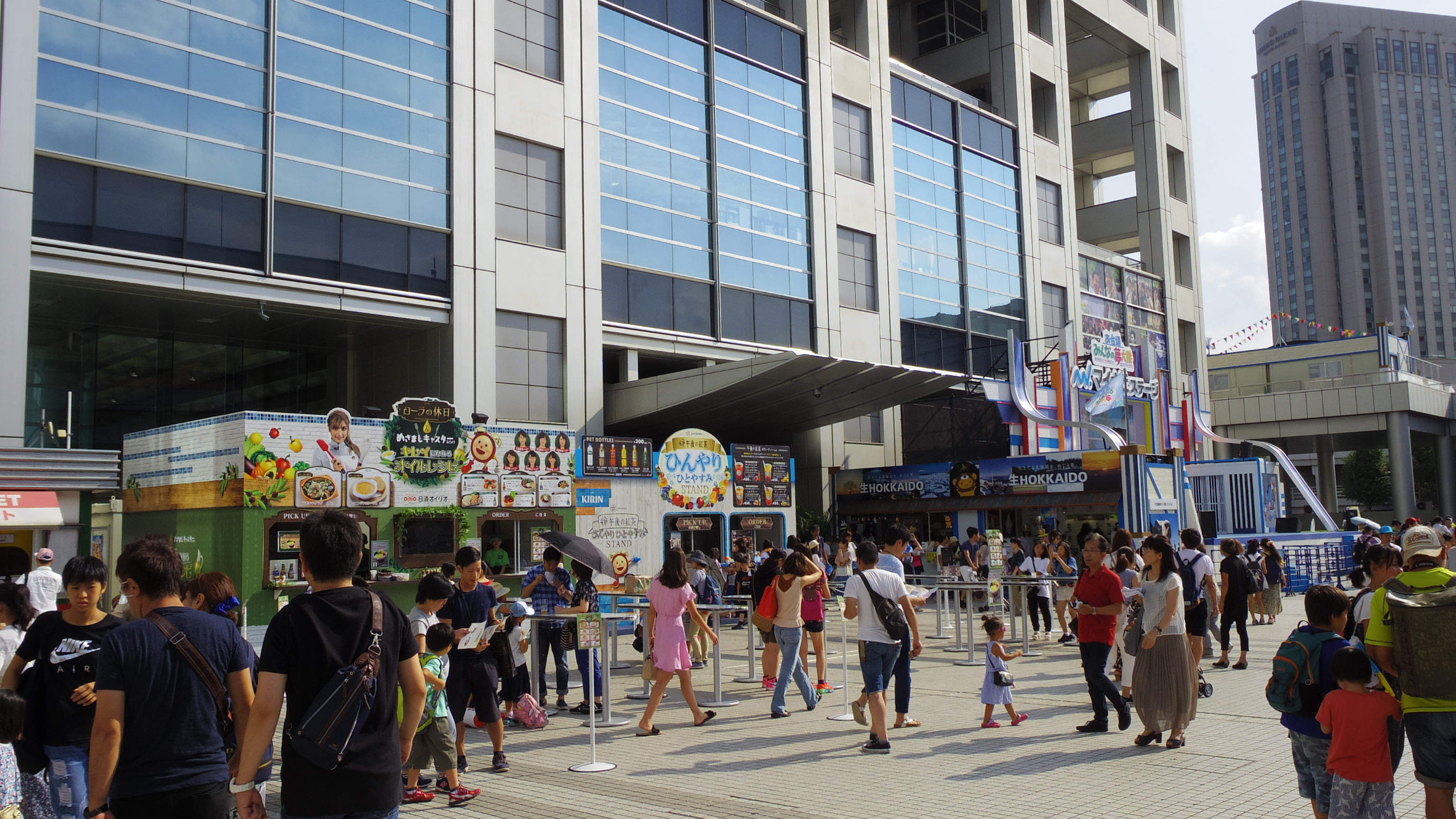
「お台場みんなの夢大陸」メイン会場のフジテレビ本社屋1階広場（2017年）

1997年にフジテレビが本社を東京都新宿区河田町から港区台場に移転、同年、台場本社初の夏イベントとして『お台場Do Donpa!』を開催。以後、年度を重ねるごとに『お台場冒険王』（2003年-2008年）『お台場合衆国』（2009年-2013年）『お台場新大陸』（2014年）へと進化・発展を続け、その『お台場新大陸』をさらに発展、タイトルを再度改題・リニューアルする形で2015年から始まったのがこの『お台場みんなの夢大陸』である。なお、フジテレビ夏のイベントで「夢○○」とつくのは1987年の『夢工場'87』以来29年ぶりである。
本イベントは副題の通り「夏祭り」がテーマ。フジテレビ本社屋を主会場に、東京臨海副都心青海P区画では「スマイルランド」や「居酒屋えぐざいるPARK」などで構成、フジテレビの人気番組のブースなどのほか番組の公開生放送・収録、「めざましLIVE」等のステージイベント、グッズ販売などを行っている。
初年度の2015年は『お台場夢大陸 〜ドリームメガナツマツリ〜』として、7月18日から8月31日まで45日間 にわたって開催され、連日夜21時30分まで営業された。
2回目の開催となった2016年はタイトルを『お台場みんなの夢大陸2016』と改題し、7月16日から8月31日まで47日間にわたり開催された。なお、開場時間は2014年の『お台場新大陸』以来2年ぶりに10時 - 18時に復した（ただし「居酒屋えぐざいるPARK」のみ22:00まで営業）。
3回目となった2017年もタイトルは前年に引き続き『お台場みんなの夢大陸2017』として、7月15日から8月31日まで48日間 にわたり開催された。
なお、2018年はフジテレビの方針により「変わる、フジ。変える、テレビ。」の旗標の下、夏イベントも大リニューアルすることとなり、新たに『ようこそ!!ワンガン夏祭り THE ODAIBA 2018』と改め、7月28日から9月2日まで開催する。これにより『夢大陸』は3年間に亘る歴史に幕を下ろす形となった。

## 開催期間
| 回 | 年     | タイトル                               | 開催期間 | 開催期間 | 来場者数 | 備考   |
| 回 | 年     | タイトル                               | 開幕日   | 閉幕日   | 来場者数 | 備考   |
| -- | ------ | -------------------------------------- | -------- | -------- | -------- | ------ |
| 1  | 2015年 | お台場夢大陸〜ドリームメガナツマツリ〜 | 7月18日  | 8月31日  | 446万    | [ 10 ] |
| 2  | 2016年 | お台場みんなの夢大陸2016               | 7月16日  | 8月31日  | 450万    | [ 12 ] |
| 3  | 2017年 | お台場みんなの夢大陸2017               | 7月15日  | 8月31日  | 400万    |        |

## 開催時間
（2016年）
- 通常開催：10時 - 18時
「居酒屋えぐざいるPARK」10時 - 22時（ラストオーダー21時）

（2017年）
- 通常開催：10時 - 18時（最終入場：17時30分）
「居酒屋えぐざいるPARK」10時 - 22時（ラストオーダー21時、2時間入れ替え制）

## 入場料金
（2016年）
- お台場夢大陸1DAYパスポート : 一般2,000円 / 小中学生1,300円

販売時間：10時 - 17時30分。チケットBOXにて販売
- ナイトチケット : 一般1,500円 / 小中学生500円

「居酒屋えぐざいるPARK」のみ17:30以降利用可。チケットBOXにて販売
17時30分より販売
（2017年）
- お台場夢大陸1DAYパスポート : 一般1,500円 / 小中学生1,000円

販売時間：10時 - 17時30分。チケットBOXにて販売
- 居酒屋えぐざいるPARKナイトチケット : 一般1,000円 / 小中学生500円

「居酒屋えぐざいるPARK」のみ18時以降利用可。チケットBOXにて販売
17時30分より販売

## イメージキャラクター
イメージキャラクター（2015年）
- AKB48[14][15]

ナビゲーター（2016年）
- 渡辺直美、永野、りゅうちぇる[3]

ナビゲーター（2017年）
- 斎藤司（トレンディエンジェル）、渡辺直美、斉藤慎二（ジャングルポケット）

## テーマソング
- 2015年 - AKB48『ハロウィン・ナイト』[14][15]
- 2017年 - 乃木坂46『ひと夏の長さより…』

## フジテレビアナウンサーPR隊

### オマツリ男アナ10人衆
フジテレビの男性アナウンサー10名がユニット「オマツリ男アナ10人衆」を結成し、イベントを盛り上げる。
メンバー（2017年）
| - 渡辺和洋 - 倉田大誠 - 中村光宏 - 榎並大二郎 - 谷岡慎一 | - 生田竜聖 - 酒主義久 - 大村晟 - 内野泰輔 - 藤井弘輝 |

過去のメンバー
- 木村拓也（2015年）

### みんなの夢大陸PR隊
2016年からは上述の「オマツリ男アナ10人衆」に加え、フジテレビの女性アナウンサー4名による「みんなの夢大陸PR隊」が広報活動を行っている。
| メンバー（2016年） - 生野陽子 - 山﨑夕貴 - 三田友梨佳 - 永島優美 （以上、フジテレビアナウンサー） | メンバー（2017年） - 宮司愛海 - 永尾亜子 - 海老原優香 - 久慈暁子 （以上、フジテレビアナウンサー） |

## イベント内容

### 2015年

#### フジテレビ本社屋

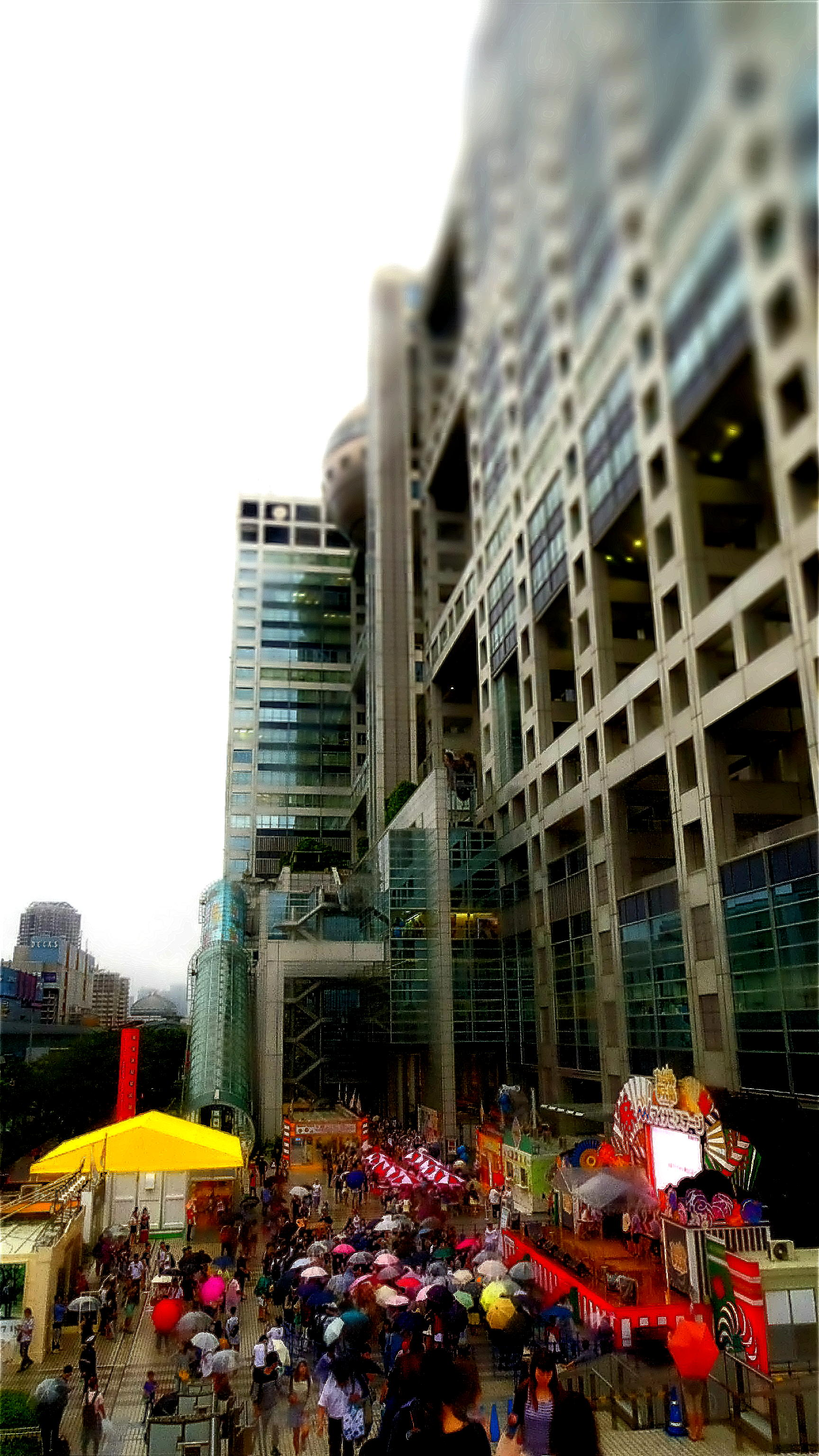
メイン会場（2015年）

| 1F広場 - 新大陸マイナビステージ - 映画「HERO」〜久利生の検事室でハイチーズ!〜 - めざましテレビ presents「夏!ひんやり!午後の紅茶フラッペティー」 - わくわくマーケット - Daiwa Houseエネルギーバトル 〜発電チャンピオンを目指せ！〜 - サラダカレー丼でとくダネ!ハウス - 飛んでおいでよ宮古島 - 五浦ハム 1F OTエントランス - アナウンサーなりきりスタジオ presented by h&s - アナラボ 〜アナログ・ラボラトリー〜 presented by h&s マルチシアター - ハテナTVシアター（8月中のみ開催） シアターモール - 「ワールドカップバレー2015」モーションスカウター チャレンジスクエア Supported by Windows 10 - ドリームメガガールズオーディション投票所 - 太陽光発電のXSOL 大階段 - スバル アクティブライフスクエア - ミニオンバナナスライダー（協賛：ユニフルーティー ジャパン） - アンフェア the end×ミニオン トリックアート広場 - メットライフ生命 ハピネスエスカレーター 3F大階段下 - ドラゴンボール超でリアル宝探し〜超サイヤ人ゴッドを召喚せよ!!〜（協賛：三井不動産） - RAIZIN BAR supported by 大正製薬 3Fウエストプロムナード - 暗殺教室 ケータリングカー「Koro-Kitchen」 | 7F屋上庭園 - めざましテレビ Presents 紙兎ロペ神社 〜屋上庭園に屋台ってマジっすか!?〜 - おみやげ処 - 遊技場 - FNSフジネットワーク なんじゃ氷屋 - 紙兎ロペ神社舞台 - 根性焼きそば - なんかヨーカドー イトーヨーカドー紙兎ロペ神社店 - ビオレu 泡ハンドソープ 手洗い上手舎 - プレミアムウォーター 水のみBAR - パン田とペパ郎のパンやさん（協賛：リクルート） - 駿河湾沼津サービスエリア名物 紙兎ロペショップソフトクリーム - ファシオ エレベーター 18F社員食堂 - ザ・社員食堂（社員食堂を限定一般開放） 22Fフォーラム - ワンピース×チームラボ「ワンピース デジタルアー島の冒険」（協賛：バンダイ・バンダイナムコエンターテインメント・バンプレスト） - チームラボアイランド 学ぶ!未来の遊園地 22Fホワイエ - うきうきマーケット 24F - ごろっとグラノーラ めざましカフェ - スカッとジャパン「連打でスカッと!倒せ!イヤミ課長」（協賛：ジャパネットたかた） - 月9コラボ企画「君と恋仲」〜葵と夢見る秘密の花火〜 - JA共済全国小・中学生 書道・交通安全ポスターコンクール 優秀作品展示 - れ〜べ〜神社 25F 球体展望室「はちたま」 - 逃走中 戦闘中〜ミッションに挑戦せよ〜 - はちたま 逃走中 戦闘中SHOP - JA共済の親子で考える交通安全コーナー |

#### オマツリランド
東京臨海副都心青海P区画のほぼ全域。

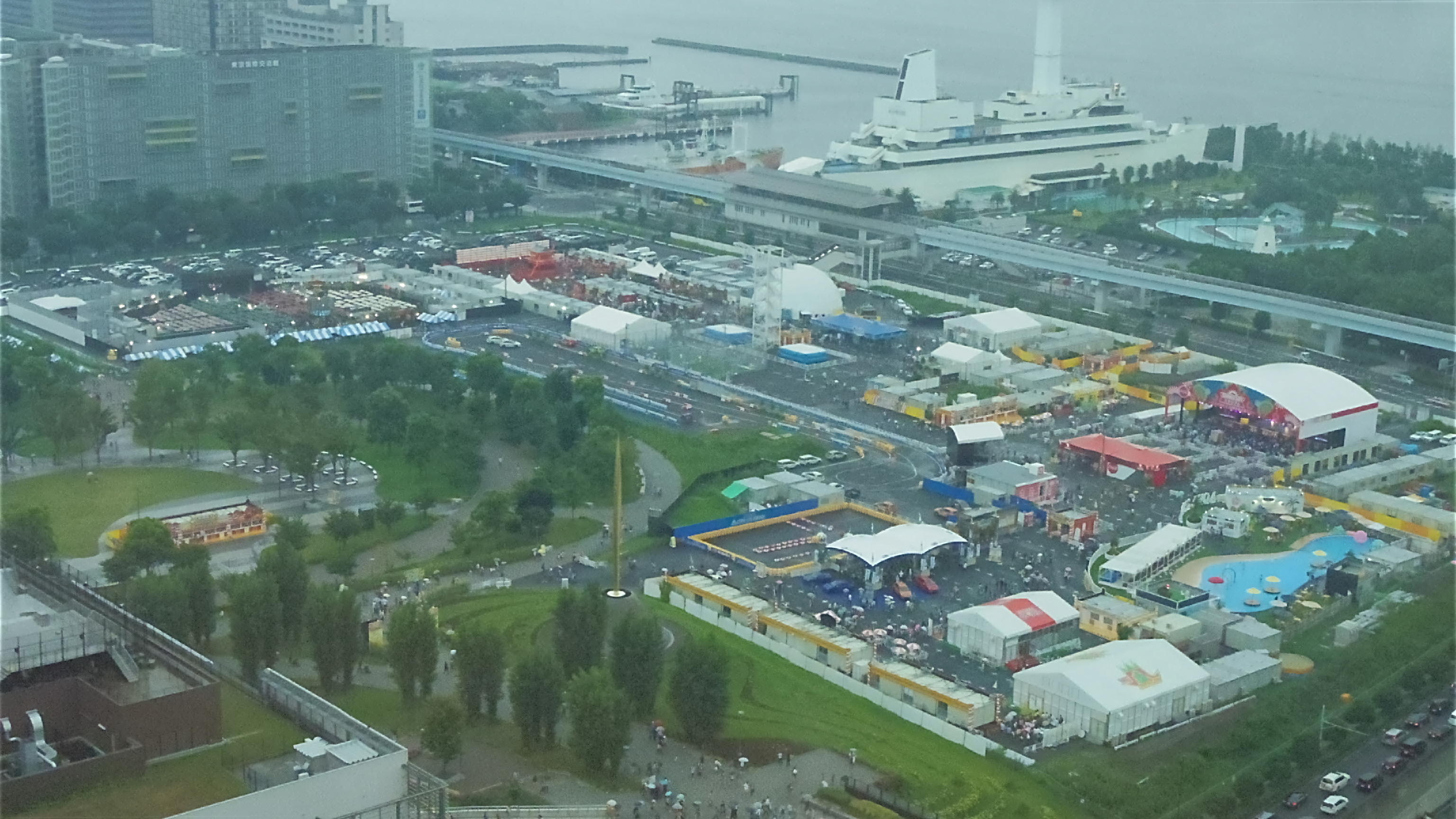
「オマツリランド」全景（2015年）

| - グルメ大陸 - 夢やぐら - お台場ドリーム縁日 - 有吉弘行のダレトク!? お台場食いだおれ店 - 有吉のニッポン元気プロジェクト おーい!ひろいき村 ひろいき村食堂のダシかき氷うどんで夏バテ防止! - 世界行ってみたらホントはこんなB級グルメがウマかった!? 庄司Dおすすめ!世界の3品 - それマジ!?ニッポン 珍グルメ〜石垣島名物オニササを食べてみよう〜 - こだわりの和牛!大集合!!! - 出店店舗：大安くらぶ、肉山、風来堂、東京牛肉食堂、キムカツ、おやじの焼肉むすこ、生粋、今半 - 7月18日 - 8月9日のみ出店：金井牧場、ろっきー - オー・ギャマン・ド・トキオ - くろぎ - Ristorantino Lubero - 桃の木 - メゾン・ド・ユーロン - yelo - パスタ ラ・ベットラ - インド式カレー夢民 - ECOステーション（プラスチック回収・油化発電機） - キリン一番搾り - バイキング×天下一品 | - SUMMER GATE スタジアム 〜キミが来れば、台場の夏が変わる〜（ライブステージ） - AQUA GARDEN - お台場ンジー Sponsored by ハウステンボス - DREAM AQUARIUM - コカ・コーラ #夏を変えよう STATION - AQUARIUS WATER MISSION - おーい!ひろいき村 夢ドミノパーク by AsahiKASEI - AJINOMOTO ファクトリー 〜アジパンダ先生の自由研究教室〜 - MOSHI MOSHI BOX お台場夢大陸出張所 - すぽると!ドリームフィールド Supported by SIXPAD（協賛：アディダス・JRA・Jリーグ・toto） - ネプリーグ超常識クイズランド〜トロッコアドベンチャー〜（協賛：東芝） - お台場サマーハロウィン feat.奇跡体験!アンビリバボー - タグチ工業 スーパーガジラお台場基地 - ニッコクぐるめ屋台 - 居酒屋えぐざいるPARK - スバル アクティブライフスクエア - みんなのひまわり広場 supported by 損保ジャパン日本興亜ひまわり生命 - VS嵐 コロコロバイキングパーク - Eat & Go by ニッコクトラスト - AKB48 GROUP SHOP - にこにこマーケット |

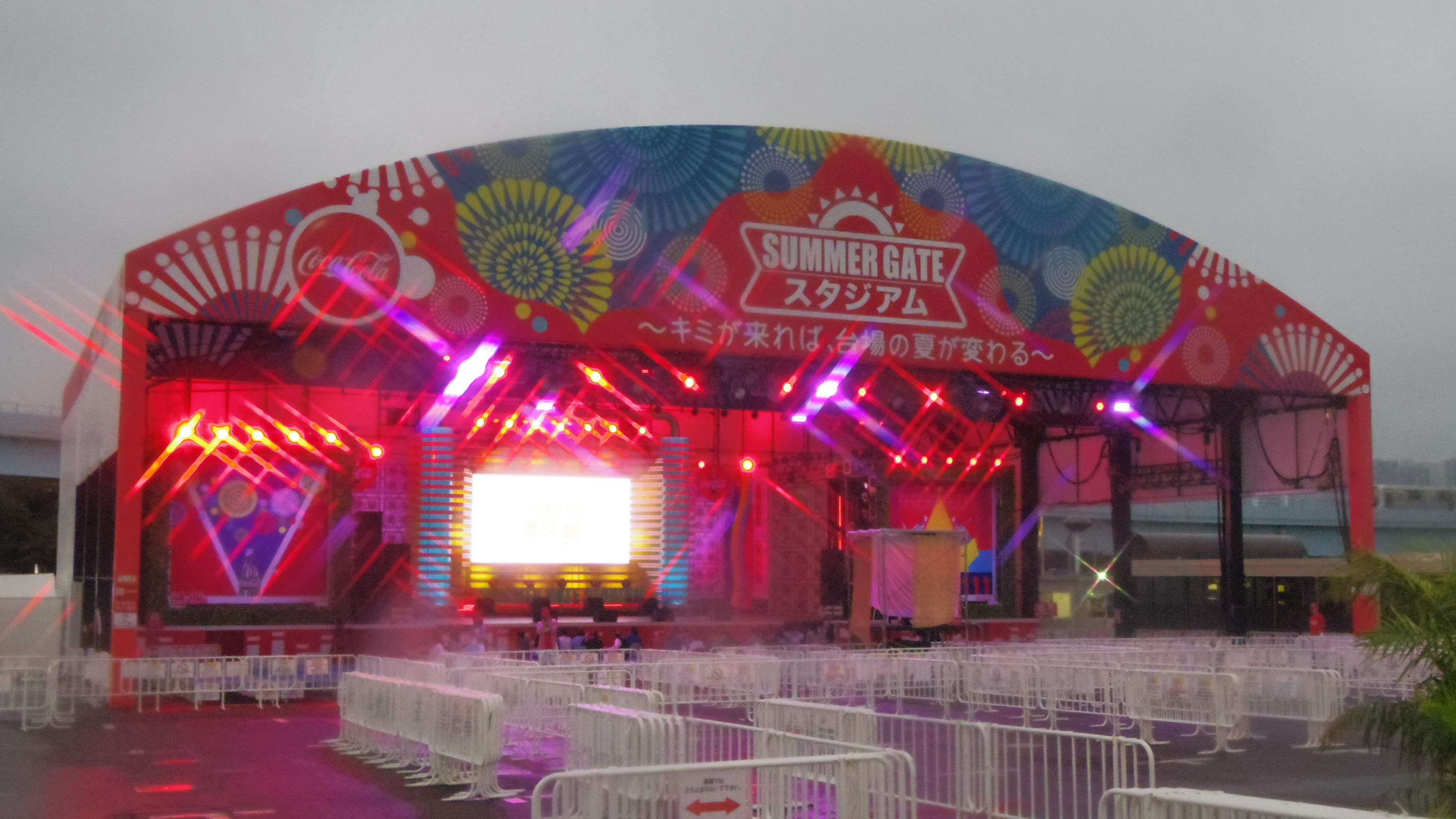
「SUMMER GATE スタジアム」（2015年）

#### サテライト会場
- TOKYO IDOL FESTIVAL 2015（お台場・青海周辺エリア 8月1日・2日）
- 長谷川町子美術館30周年記念「長谷川町子が描いたサザエさん」展（長谷川町子美術館 7月18日 - 8月31日）
- チャギントンランド2015 サマーフェスティバル（品川プリンスホテル 8月8日 - 8月17日）
- ガチャピンのおうちカフェ×スイーツパラダイス（ダイバーシティ東京 プラザ）
- あの日見た花の名前を心が叫びたがってるんだ。 in お台場夢大陸（アクアシティお台場 7月18日 - 9月30日）
- フジテレビキッズカフェ ママトコ（アクアシティお台場）
- MAGIC BEACH（新豊洲）
- サッカーEAFF東アジアカップ「日本vs北朝鮮」パブリックビューイング@MIFA Football Cafe（新豊洲MIFA Football Park カフェスペース 8月2日）
- 海の灯まつりinお台場2015（お台場海浜公園 7月19日・20日）
- 湾岸サイクルフェスティバル2014（シンボルプロムナード公園 7月25・26日）
- 東北魂TV 復興支援スペシャルLIVE2015 in お台場(Zepp DiverCity Tokyo 7月17日)
- BSフジ開局15周年記念ドラマ『BARレモン・ハート』×ホテル日航東京コラボ「カクテルフェア」（ホテル日航東京2Fメインバー「キャプテンズバー」  7月18日 - 8月31日）

### 2016年

#### フジテレビ本社屋
|  |

#### みんなのオマツリランド
東京臨海副都心青海P区画のほぼ全域。
| - マイナビステージ - 居酒屋えぐざいるPARK - 大阪王将 バイキングオリジナルまぜそば曜日対抗選手権 - DMM.プラネッツ Art by teamLab |

### 2017年

#### フジテレビ本社屋
| 1F広場 - みんなの夢大陸マイナビステージ - めざましテレビpresents 午後の紅茶 ひんやりひとやすみSTAND - ローラの休日＆めざましキャスターたちのキレイになれるオイルレシピ - 大阪王将 バイキング店 - キリン一番搾り - 映画『ここさけ』トリックアート - アイテムを集めてまちをつくろう！Daiwa Houseシティクリエイター - 生HOKKAIDO - 五浦ハム - 超体感！野球シミュレーション レジェンドベースボール 1F OTエントランス - ドラゴンクエスト お台場EXPO 2017 マルチシアター - DRAGON BALL バトル・オブ・サイアン〜みんなでつくる元気玉〜 シアターモール - お台場みんなの夢体験 ! - サザエさんのお店 - チャギントンショップ - LAWSONきっかけステーション - ちびまる子ちゃんカフェ 大階段 - SUBARU 新型レヴォーグ 特別展示! - トミカエスカレーター 3F大階段下 - ミライ☆モンスター〜最新VRでミラモン体験〜by 旭化成 - リポビタンD Go! Ball! CHALLENGE supported by 大正製薬 3Fウエストプロムナード - スカッとかき氷ワゴン | 7F屋上庭園 - 原作20周年記念 ワンピースクロニクル - ええもん!!ええとこ!!リトルOSAKA - FNSみんなのかき氷 - フジさん - フジさんのヨコ フリースペース「キャラクターランド」 - 本格スパ体験!「10分 ヘッド＆フット リフレ!」オリーブスパ in お台場 - 幸せすぎてバルーンで飛んじゃう!? ゼクシィCM体験フォトブース - ハウス食品グループ 夏にカツ!カレーライス with 岡副麻希 - プレミアムウォーター 5F見学者コース - フジテレビワンダーストリート 18F社員食堂 - ザ・社員食堂 22Fフォーラム - スカッとジャパン痛快！スカッとランド2017 - 今夜はナゾトレ 東大ナゾ大陸 - ネタパレ 意識高い系神社 - フジテレビショップ フジさん22階出張所 22Fホワイエ - DIVE!! VR レッスン 24F - JA共済 全国小・中学生 書道・交通安全ポスターコンクール 優秀作品展示 - 日清のどん兵衛 どん兵衛屋 in めざまスカイ - タイムトリップショット - れ〜べ〜ドームシアター presented by タカラレーベン 25F球体展望室 - 金の正解！銀の正解！体感ひらめきの泉 - リアル体感 潜在能力テスト - JA共済の親子で体験する交通安全コーナー - はちたまショップ |

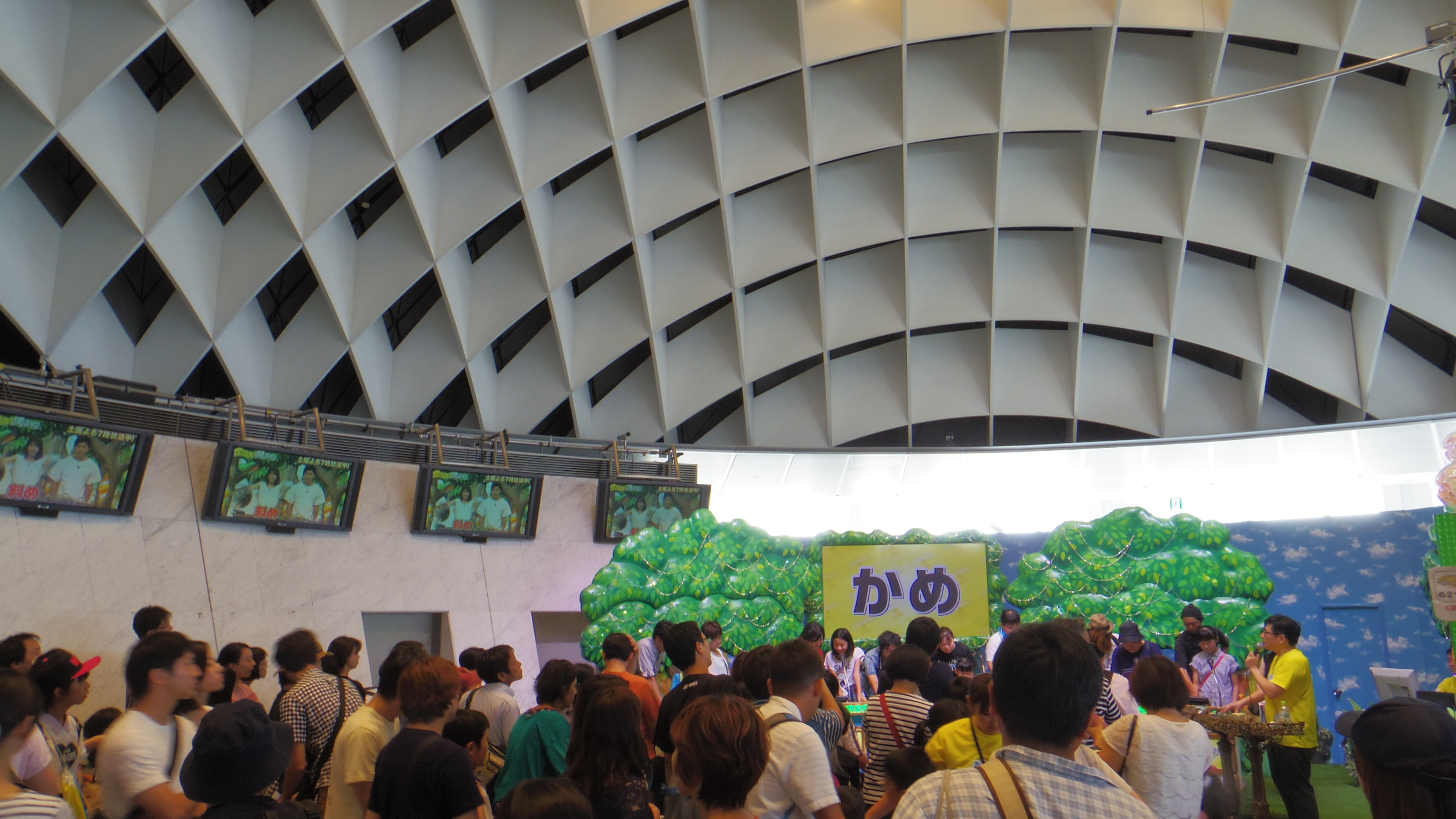
25F「金の正解!銀の正解! 体感ひらめきの泉」

#### スマイルランド

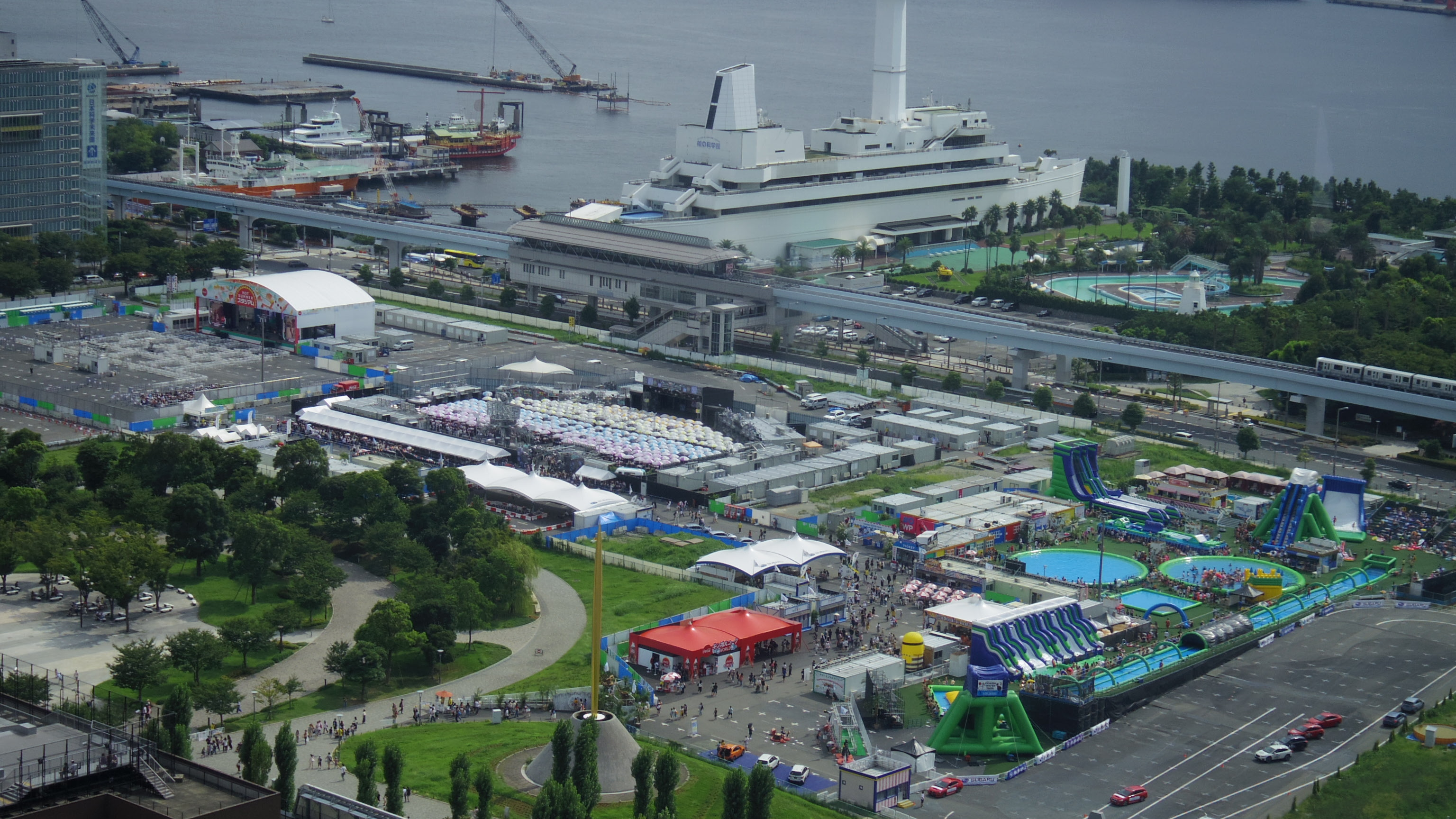
「スマイルランド」全景

| - ロペとアキラ先輩のSUBARU アイサイト教習所＆キッズカート - HOT SUMMER スタジアム - コカ・コーラキン冷えコークワールド - ファンタ宣伝部 #ファンタおいしいチャレンジ - サミーエンタメパークSupported by Sammy - ニッコクグルメ屋台 - ミニオン・タトゥー・パーラー - Baby'sステーション - 居酒屋えぐざいるPARK - お台場ウォーターパーク |

#### サテライト会場
- 長谷川町子美術館「アニメサザエさん」展 あなたも私もゆかいな家族（長谷川町子美術館 7月15日 - 8月27日）
- 海の灯まつり in お台場2017（お台場海浜公園7月16日・17日）
- ミニオン大脱走 ! in ママトコ（アクアシティお台場7月15日〜8月31日）
- フジテレビのお仕事（フジテレビ湾岸スタジオ8月15日〜20日）
- 坂崎幸之助のももいろフォーク村ちょいデラックス（Zepp DiverCity Tokyo7月13日）
- GIRLS FACTORY NEXT（Zepp Tokyo7月14日・7月15日）
- フジテレビお台場移転20周年記念 大相撲夏巡業「大相撲ODAIBA場所2017」（お台場・青海地区8月23日正午〜・8月24日午後8時〜）
- OTODAMA SEA STUDIO 2017（神奈川県 三浦海岸6月30日〜9月10日）